# Leucania venalba
Leucania venalba là một loài bướm đêm trong họ Noctuidae.